# Ride With Me
「Ride With Me」(ライド・ウィズ・ミー)は、Hey! Say! JUMPの楽曲。11作目のシングルとして、2013年12月25日にジェイ・ストームから発売。

## 概要
- 前作「Come On A My House」から約6ヶ月ぶりのシングルとなる。

- 初回限定盤1・2、通常盤の3種類で発売となり、それぞれ収録曲・ジャケット写真ともに異なる。

- 表題曲は、メンバーの山田涼介・有岡大貴出演 日本テレビ開局60年特別番組スペシャルドラマ『金田一少年の事件簿 獄門塾殺人事件』の主題歌である。[2]

- 初回限定盤2・通常盤には、オリジナル・カラオケ3曲を収録。

- 初回限定盤1には、表題曲のビデオ・クリップ+メイキング映像とオリジナル・カラオケ1曲を収録。

- 初回限定盤2には、カップリング「Go To The Future!」「GIFT」を収録。

- 通常盤には、カップリング曲「School Girl」「Hands Up」を収録。

## 封入特典

### 初回限定盤2
1. 16Pスペシャル・ブックレット

## チャート成績
- 2014年1月7日付のオリコン週間シングルランキングによると、初週16.3万枚を売上げて1位となった。[2]

## 収録曲
ジェイ・ストーム公式サイトの紹介ページをもとに記述。

### CD

#### 通常盤
1. Ride With Me [4:28]
作詞：Staxx T、作曲：☆Taku Takahashi・Minami、編曲：☆Taku Takahashi
  - 山田涼介・有岡大貴出演 日本テレビ系スペシャルドラマ「金田一少年の事件簿 獄門塾殺人事件」主題歌
2. School Girl [4:06]
作詞：亜美、作曲：Peter Nord・Mats Larsson・Yoko.Hiramatsu、編曲：Peter Nord
3. Hands Up [3:59]
作詞：Taka Ruscar、作曲：Takuya Harada・Andreas Ohrn・Henrik Smith、編曲：Andreas Ohrn・Henrik Smith
4. Ride With Me（オリジナル・カラオケ）
5. School Girl（オリジナル・カラオケ）
6. Hands Up（オリジナル・カラオケ）

#### 初回限定盤1/2
※は初回限定盤2のみ収録。
1. Ride With Me
2. Go To The Future※ [3:36]
作詞：ma-saya、作曲：清水昭男、編曲：石塚知生
3. GIFT※ [5:38]
作詞：小川貴史、作曲：加藤裕介、編曲：牧戸太郎
4. Ride With Me（オリジナル・カラオケ）
5. Go To The Future（オリジナル・カラオケ）※
6. GIFT（オリジナル・カラオケ）※

### DVD
※初回限定盤1のみ
1. Ride With Me（ビデオ・クリップ+メイキング映像）